# Василенко Віктор Іванович
Василенко Віктор Іванович (нар. 31 січня (12 лютого) 1839 — 24 березня (6 квітня) 1914) — український вчений-народознавець, етнограф, статистик, дослідник народних художніх промислів Полтавщини, дійсний член Полтавського сільськогосподарського товариства й Полтавської вченої архівної комісії.

## Біографічні відомості
Віктор Іванович Василенко походив із старовинного козацького роду. Народився у селі Панське Золотоніського повіту (нині ця територія затоплена водами Кременчуцького водосховища). Рано осиротівши, заробляв канцелярською службою в різних установах. У 1882–1892 роках жив і працював в Полтаві у губернському земстві, селянському банку на ниві земської статистики.
Як етнограф вніс до праць земського дослідження багато цінних визначень та побутових економічних термінів («богатирі», «держави» та ін.). Йому належать численні роботи з вивчення народних художніх промислів, особливо ткацтва, Полтавської губернії. Співпрацюючи з прогресивними періодичними виданнями Києва та Полтави, завжди відстоював інтереси селянства та козацтва. Опублікував 25 книг та понад 100 статей у газетах, журналах, енциклопедіях. У творчості Василенка особливе місце посідає фундаментальна праця «Опыт толкового словаря народной технической терминологии по Полтавской губернии» (1902 р.), де зафіксовані професії минулого з їх стислими означеннями. При підготовці Енциклопедичного словника Брокгауза і Ефрона працював по відділу російської географії — підготував до енциклопедії 25 статей про населені пункти Полтавської губернії.
Брав активну участь у діяльності Полтавського земства, Полтавської вченої архівної комісії, Полтавського сільськогосподарського товариства. Реалізація розробленої вченим програми піднесення народних промислів вивела Полтавське губернське земство в число найкращих у цьому напрямку в Російській імперії.
Вийшовши у відставку, передав власну колекцію книжок Полтавській громадській бібліотеці. Оселився в Біликах Кобеляцького повіту, де і помер у 1914 році.